# Omar al-Fazari
Omar Talib Ahmed al-Fazari (arabisch عمر طالب الفزاري, DMG ʿUmar Ṭālib al-Fazārī; * 19. Mai 1993 in Suhar) ist ein omanischer Fußballspieler.

## Karriere

### Klub
Bis zur Saison 2017/18 stand er im Kader des Sohar SC und wechselte in die Mannschaft von al-Suwaiq für eine Spielzeit. Die Runde 2018/19 verbrachte er beim al-Nasr SCSC und danach war er bei al-Rustaq aktiv. Seit Mitte September 2021 steht er wieder bei al-Suwaiq unter Vertrag.

### Nationalmannschaft
Seinen ersten Einsatz für die omanische Fußballnationalmannschaft hatte er am 8. August 2016 bei einem 1:0-Freundschaftsspielsieg über Turkmenistan. Hier wurde er in der 80. Minute für Harib al-Saadi eingewechselt und holte sich bereits fünf Minuten später seine erste gelbe Karte ab. Danach erhielt er Einsätze in weiteren Freundschafts- als auch Qualifikationsspielen. Beim FIFA-Arabien-Pokal 2021 stand er ohne Einsatz im Kader.